# Třemešná (Jistebnice)
Třemešná (německy Tschemeschna) je malá vesnice, část města Jistebnice v okrese Tábor v Jihočeském kraji. Nachází se asi 4,5 kilometru jihovýchodně od Jistebnice. Třemešná leží v katastrálním území Makov u Jistebnice o výměře 5,75 km².

## Historie
První písemná zmínka o vesnici pochází z roku 1437.

## Obyvatelstvo
| Rok            | 1869 | 1880 | 1890 | 1900 | 1910 | 1921 | 1930 | 1950 | 1961 | 1970 | 1980 | 1991 | 2001 | 2011 | 2021 |
| -------------- | ---- | ---- | ---- | ---- | ---- | ---- | ---- | ---- | ---- | ---- | ---- | ---- | ---- | ---- | ---- |
| Počet obyvatel | 77   | 80   | 87   | 87   | 80   | 74   | 74   | 43   | 44   | 38   | 29   | 19   | 13   | 22   | 22   |
| Počet domů     | 9    | 11   | 14   | 14   | 13   | 13   | 14   | 13   | 13   | 11   | 11   | 13   | 16   | 17   | 17   |

## Obecní správa
Při sčítání lidu v letech 1850–1960 Třemešná byla osadou obce Meziříčí v okrese Tábor. V letech 1961–1980 byla částí obce Makov v okrese Tábor. Od 1. července 1980 je částí města Jistebnice v okrese Tábor. Poté se Meziříčí opět osamostatnilo, ale Třemešná již zůstala součástí Jistebnice.